# Камили
Вижте пояснителната страница за други значения на Камила.
Камилите (Camelus) са род бозайници от разред Чифтокопитни, които притежават характерни мастни отлагания на гърба, известни като гърбици.
Познати са 2 съвременни вида камили – едногърба и двугърба камила, както и три изкопаеми вида. Обитават сухите пустинни местности на Северна Африка, както и Западна, Централна и Източна Азия. Тези 2 съвременни вида са опитомени и се използват за добив на мляко и вълна, както и като работни животни.
Терминът се използва и в по-широко значение за описване на сродните представители на семейство Камилови, обитаващи Южна Америка – лама, гуанако, алпака и викуня.
Средната продължителност на живот на камилите е между 40 и 50 години. Зрелите екземпляри достигат на височина до 1,85 m при плешката и до 2,15 m при гърбицата. Самата гърбица е около 30 cm. Камилите могат да бягат със скорост до 65 km/h за кратки разстояния, но могат да поддържат скорост от около 40 km/h за дълго време.
Фосилните останки показват, че предшественикът на съвременните камили е живял в Северна Америка през палеогена и едва по-късно се разпростира в по-голяма част от Азия. За първи път камилите са опитомени около 2000 година пр.н.е. 

## Произход на името
Името „камила“ навлиза и се преобразува в латинския и гръцкия език, от древната дума gāmāl с корени в иврит или финикийски език, вероятно носеща значението на „нося“ или „превозвам“ (сходна и с дума на арабски: جَمَل, джамала) .
Понякога името 'камили' се използва и за шестте представители на семейство Камилови, две от които са същински камили (едногърба и двугърба), а останалите четири са камилоподобните южноамерикански представители лама, гуанако, викуня и алпака.

## Разпространение
Камилите живеят в пустинните райони. Най-многобройни са в Североизточна Африка, по-малко са в Азия. В света има около 15,4 милиона камили, от които едногърбите наброяват 14 милиона, а двугърбите 1,4 милиона.
Едногърбите камили могат да бъдат открити предимно в Сомалия, Сахел, Магреб, Близкия изток и Индийския субконтинент. Около четвърт от общия брой камили в света се намира в Сомалия и сомалийския регион на Етиопия, където са важна част от номадския начин на живот на местното население – използват се за транспорт и храна. Едногърбите камили са предимно домашни животни.
Популацията на двугърбите камили е намаляла до около 1,4 милиона животни, като по-голяма част от тях са одомашнени. Срещат се и двугърби камили в диво състояние, чийто брой е около 1000, главно в студените Азиатски пустини на Китай и Монголия .
В Централна Австралия съществува популация от подивели едногърби камили , за която се счита, че произлиза от малък брой подивели животни, пренесени на континента и използвани за транспорт през 19 и 20 век. Тази популация достига до около 1 000 000 индивида и нараства с темп от около 18% за година. Властите в Австралия са взели решение за редуциране на популацията, тъй като тя консумира изключително ценни ресурси, използвани за отглеждане на овце. Това е така наречената австралийска дива камила.
Малка популация от едногърби и двугърби камили наброяваща около 100 индивида е била интродуцирана в югозападните американски щати през 1850-те и е била поддържана до края на 20 век. Това са животни докарани от Турция за нуждите на американската армия в рамките на т.нар. американски камилски корпус. Първоначално са използвани в рамките на експеримент по формирането на бойна единица, основана на камили, а по-късно са използвани за товарни животни в мините наоколо. Част от американските камили са освободени след края на военния експеримент, но не успяват да формират естествена популация.
Двадесет и три двугърби камили са пренесени в канадската провинция Британска Колумбия по времето на златната треска около и след 1862 година.

## Биологични особености
Те са изключително издръжливи на лишения. Счита се, че камилите могат да издържат без вода около една седмица, а без храна – 10 дни. Гърбиците на камилите не са от складирана вода, както неправилно се вярва, а от мастна тъкан. Концентрирането на мастни запаси в част от тялото, например в гърбицата, минимализира отлагането на мазнини в други части на тялото, а това от своя страна има значение за усиления топлообмен – приспособление за живот в топъл климат . Мазнините, натрупани в гърбицата, са много ценен ресурс при недостиг на храна и вода – при метаболизирането на 1 грам мазнини се отделя около 1 грам вода, при което се генерира изключително голямо количество енергия .
Способността на камилите да издържат на безводие за дълго време е също резултат от много физиологични приспособления. Техните еритроцити са с овална форма за разлика от тези при другите бозайници, които са кръгли и дисковидни. Това е с цел да се улесни придвижването им в дехидратирано състояние. Еритроцитите им са значително по-стабилни в сравнение с тези от други животни  и са способни да издържат на големи вариации в осмотичното налягане, което е свързано с обезводняването и последващо поемане на вода – от 100 до 150 l на едно пиене .
Камилите са способни да издържат промени в телесната температура и съдържанието на вода, които биха умъртвили повечето други животни. Тяхната телесна температура варира от 34 °C през нощта до 41 °C през деня, като едва над тази температура започват да отделят пот. Горната граница на телесната температура не се достига при сравнително меки климатични условия, поради което камилите може да не се потят през целия ден. Изпарението на пот става от повърхността на кожата, а не от козината, поради което тялото се охлажда много ефективно за сметка на минимални загуби от вода.
Особеностите в строежа на ноздрите помагат за задържането на вода при издишването .
Счита се, че камилите могат да поемат достатъчно количество вода при поглъщането на храната си при сравнително благоприятни условия, което от своя страна ги прави независими от питеен източник .
Козината на камилите отразява слънчева светлина, което ги изолира от лъчението на пясъка. Обезкосмена камила се поти с около 50% повече, за да предотврати прегряването на тялото. Друго приспособление са дългите крайници, които я отдалечават от топлата земя. Камилите са в състояние да плуват .
Бъбреците и храносмилателния тракт на камилите са изключително ефективни при задържането на вода. Урината е под формата на гъст сироп, а изпражненията са сухи, способни да горят .

## Генетични характеристики
Кариотипът на камилите е обект на различни научни публикации , но няма ясна стандартизация по отношение на хромозомната номенклатура. Според относително нови експерименти, направени след сортиране на камилските хромозоми е направено заключението, че камилите имат общо 74 хромозоми (2n=74) разпределени в 37 двойки – една двойка полови хромозоми и 36 двойки автозоми. Автозомите са с различна структура – една двойка хромозоми са метацентрични, три двойки са субметацентрични, а останалите 32 двойки са акроцентрични .
Съгласно предположения, основани на молекулярно-генетични изследвания, камилите от стария и новия свят са се отделили еволюционно преди около 11 млн. години . Въпреки това, разделянето в отделни видове не е завършило, тъй като южноамериканските камили са способни да се кръстосват с афроазиатските си родственици (например „кама“) . Камата е изкуствен хибрид между едногърба камила и лама, създаден единствено от научен интерес. Едногърбите камили са около шест пъти по-големи на размери в сравнение с ламите, затова при получаването на хибрида е осъществено изкуствено осеменяване на женска лама с мъжка едногърба камила. Опитите за използване на мъжка лама и женска едногърба камила са неуспешни. Мъжки екземпляр от кама притежава къси уши и дълга опашка, подобно на камилите, но няма гърбица, а копитата са сходни с тези на ламата. На четиригодишна възраст мъжките ками стават полово зрели и започват да бъдат привличани от женски лами или женски гуанако. Получена е и женска кама, отново след изкуствено осеменяване. Съществува и хибрид между едногърба камила и гуанако, които е важен обект на генетични изследвания. Кръстоски между едногърби и двугърби камили са също възможни, като поколението е с по-големи размери от тези на двамата родители и се характеризира с една гърбица. Женските на тези хибриди могат да се чифтосват с мъжки двугърби камили до плодовито поколение. Хибриди между едногърба и двугърба камили могат да се открият в Казахстан.

## Еволюция
Наличните доказателства от фосилни останки сочат за родина на камилите Северна Америка, като първите представители най-вероятно се появят през палеогена. Едва по-късно камилите мигрират и навлизат в Азия.
Едни от първите известни предшественици на съвременните камили са представителите на род Protylopus, живели на територията на Северна Америка преди около 40 до 50 млн. години (по време на еоцена). Това са малки животни с размерите на заек, но наподобяващи антилопа. Преди около 35 млн. години се появяват представителите на род Poebrotherium, които са обитавали американските савани. Техните размери са значително по-големи, а на външен вид приличат на съвременните лами и камили.
Около 10 млн. години по-късно, промяната на климата и околната среда в Северна Америка е предизвикала и появата на по-близки предшественици, сред които дълговратите представители на род Aepycamelus и бързоподвижните видове от род Stenomylus.
Преди около 3 млн. години се появява и род Procamelus, сочен за директен предшественик на съвременните камили. В рамките на последните 1 млн. години, предшествениците на камилите се разселват в Южна Америка, където окончателно се формират новите биологични видове – лама, алпака и викуня, както и в Азия, където по-късно се формират видовете едногърба и двугърба камила. Южноамериканските и азиатските камили са все още еволюционно близки, поради което е възможно създаването на изкуствени кръстоски.
Последният представител на северноамериканските камили е Camelops hesternus изчезнал с появата на конете, пещерните мечки, мамутите, мастодонтите, американските пещерните лъвове и първите миграции на хора от Азия .

## Използване на камилите от човека
Камилите са одомашнени от древните хора, населявали Сомалия около 2000 г. пр.н.е. . Голяма част от световната популация камили е опитомена и се използва от хората, а екземплярите срещащи се в естествена среда са вторично подивели. За последно камили в естествена среда и недокоснати от хората са живели преди 12 000 – 10 000 години. Оттогава, човека активно опитомява и използва почти цялата световна популация от камили.

### Товарно животно
Приспособленията, облекчаващи суровия живот в пустинята, позволяват използването на камилите в качеството им на товарни животни. Понякога камилата бива наричана метафорично „кораб на пустинята“. Кервани от камили векове наред пренасят товари и хора през пустините. Керванът представлява навързани една след друга камили, които следват водача.
Камилите се използват от човека от древни времена. Способността им да пренасят тежки товари е забележителна. Камилата може да носи близо половината от собственото си тегло във вид на товар, а понякога дори и толкова, колкото тежи самата тя – над 500 килограма. С такъв товар животното може да крачи без престой в продължение на 80 часа. Народите, населяващи пустинята, наричат камилата „джамач“, което означава „красива“. Камилата е била мерило за богатство.

### Употреба в армията
Първите седла за камили се появяват около 1200 г. пр.н.е. и това позволява използването на двугърбите камили в качеството на ездитни животни. Първите арабски седла са били разположени много назад на гърба на камилата, а контрола върху движението на животното е осъществяван с помощта на дълга пръчка. Между 5 и 1 в. пр.н.е. двугърбите камили започват да се използват за нуждите на армията. С това се появяват и нов тип седла, които се разполагат директно върху гърбиците и представляват неподвижна, но извита основа, разпределяща тежестта на ездача равномерно върху гърба на животното.
Кавалерийски отряди, базирани на камили се използват от различни държави във войните, водени на територията на Африка, Близкия изток и дори около границите на Индия. Армиите са използвали камили и като товарни животни, вместо коне или мулета.

### Източник на месо
Камилите са важен източник на месо за хората, обитаващи пустинята. От тялото на една камила може да се добие голямо количество храна – например мъжка едногърбата камила тежи около 400 kg, а двугърбата може да достигне до 650 kg. Женските са по-леки, достигащи на тегло между 250 и 370 kg. Гърдите, ребрата филето и половите членове се предпочитани части за храна, но гърбицата е считана за деликатес и е сред най-ценените . Месото на камилите се описва като подобно на телешкото, като при възрастните камили е жилаво и по-малко ароматно. Месото се подлага на продължителна топлинна обработка преди да е готово за консумация.
Месото на камилите е използвано за храна от столетия. Има писмени източници от Древна Гърция, които посочват използването на камили за приготвяне на ястия в Персия, като това са обикновено печени цели камили за различни събирания и мероприятия. Римският император Елагабал е обичал камилско месо. Камилското месо се използва за храна в определени култури и региони, като например в Сомалия, Саудитска Арабия, Египет, Либия, Судан, Казахстан и редица други страни, където алтернативите за набавянето на животински протеини са ограничени. В някои други места освен месото за храна се използва и кръвта на камилите. Така например в Кения камилската кръв е важен източник на желязо, витамин D, соли и минерали. В редки случаи ястия от камилско месо се сервират и на територията на Австралия.

### Източник на вълна
Една камила дава от 2 до 4 килограма вълна, която е значително по-здрава от овчата. От нея изработват ръкавици, пуловери, одеяла, но никога не тъкат килими. Обичаят строго забранява да се стъпва върху камилска вълна, тъй като тя се смята за нещо „чисто“. Използва се също и здравата ѝ кожа, която е отличен топлоизолатор (въпреки че и козината ѝ има това свойство). Кожата и вълната на камилата намират много приложения в бита на народите, обитаващи пустинята.

### Добив на мляко
Камилското мляко е основна хранителна суровина за номадските народи, населяващи пустините. Млякото е богато на витамини, минерали, белтъци и имуноглобулини, но съдържа много по-малко мазнини и холестерол от кравето мляко. Млякото на камилата е сладникаво и ароматно. Обикновено камилското мляко се консумира прясно или след заквасване под формата на разредено кисело мляко. Ниското съдържание на твърди вещества и мазнини не позволява получаването на гъста консистенция сред заквасване. Именно заради малкото количество мазнини добивът на масло или сметана от камилско мляко е неефективен. Въпреки това от камилско мляко се извлича масло и много мека извара.
До края на 20 век, камилското мляко не е използвано за получаване на сирене, тъй като подсирващите ензими използвани за промишленото производство на сирене не са в състояние да хидролизират белтъците на камилското мляко и да коагулират получения разтвор. В началото на 21 век се появяват технологии, позволяващи обработката на камилско мляко за получаване на сирене . Камилското сирене е с ниски нива на холестерол и е сравнително лесно за усвоване от лактозонетолерантни хора. Предлагането на сирене от камилско мляко е основно на местните пазари в региони, където се отглеждат камили. Поради рестрикциите за търговия с млечни продукти, произхождащи от тези места, покупката на камилско сирене извън тези региони е изключително трудна.
Камилите се доят 4 пъти на ден, като през това време малкото камилче трябва да е до майка си – в противен случай тя няма да допусне да я издоят.

## Камилите в символиката
Изображенията на камили присъстват на няколко герба и знамена, но самата камила не е хералдически символ. Камилата присъства на герба на исетската провинция, съществувала в рамките на руската империя между 1737 и 1781 година. Камили са изобразени на герба и флага на Челябинск (едногърба камила) и на Челябинска област (двугърба камила). Едногърба камила е изобразена и на герба на Еритрея.
|                                           |
| Герб на Исетска област от Руската империя |

|                        |
| Герб на град Челябинск |

|                           |
| Герб на Челябинска област |

|                 |
| Герб на Еритрея |

## Камилата в изкуството
- В град Тополовград, известен като града, в който до 1940 година в България са отглеждани камили за стопански цели, ежегодно се провежда конкурс за театрални любителски състави, като победителят получава наградата „Златната камила“.
- Писателят Йордан Радичков е създал фантастичните същества „верблюди“ в едноименния си разказ. Разказът е публикуван два пъти в Библиотека „Галактика“ в брой 26 „Перпендикулярно време“ и в брой 55 „Верблюд“.
- Камилата е символ на програмния език Пърл, както поради публикуваната през 1991 година книга за програмиране на Пърл, известна с камилата върху нея така и факта, че камилата въпреки липсата на красота, върши много работа.
- В град Ахтубинск, Астраханска област е поставен паметник на победата и с двете камили Машка и Мишка, служили в бойния разчет на командира на оръдие Григорий Нестеров и теглещи оръдие, което е дало един от първите изстрели срещу Райхстага.[32]